# Udo I. von Thüringen

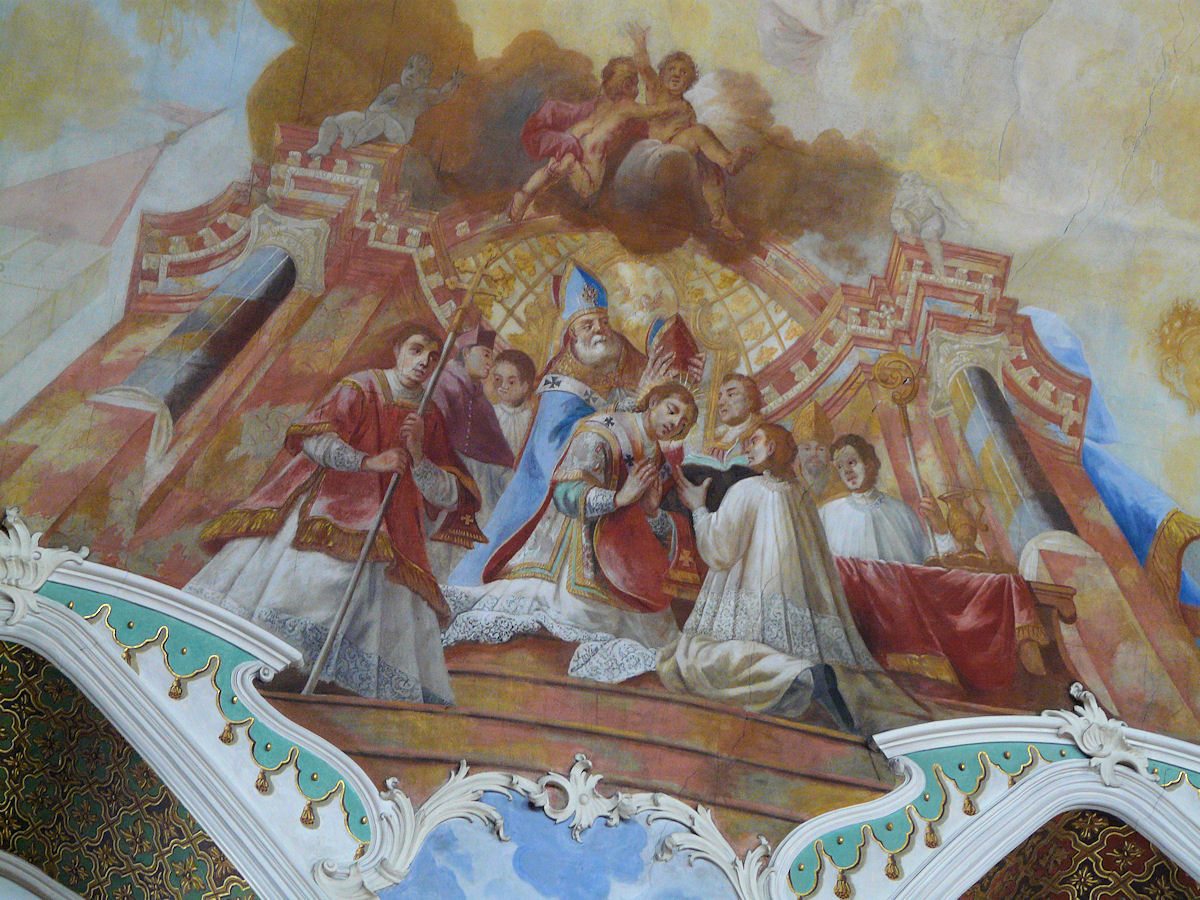
Udo I. auf einer Deckenmalerei in der Pfarrkirche von Bad Schussenried

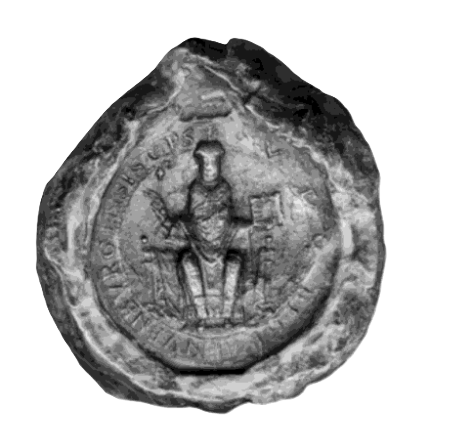
Erstes Siegel Udos I.

Udo I. von Thüringen (* um 1090; † nach dem 8. September 1148 im Mittelmeer) war von 1125 bis 1148 Bischof von Naumburg.

## Leben
Udo war der vierte Sohn Ludwigs des Springers, Graf in Thüringen und Adelheids von Stade. Er wurde nach dem Wormser Konkordat gewählt und im Frühjahr 1125 durch Rudgar von Veltheim in sein Amt als Bischof von Naumburg-Zeitz ordiniert.
Als Reichsfürst war Udo öfter in der Umgebung Kaiser Lothars III. nachgewiesen und stand ab 1138 auf Seiten des Staufers Konrad III., des Wahl er unterstützte und wofür er noch im Jahr 1138 einen in Naumburg angrenzenden Forst erhielt. Konrad III. unterstützte er auch in den folgenden Machtkämpfen. Udo siedelte Holländer im Hochstift an, gewährte dem Neuwerkskloster Halle Zollfreiheit in Zeitz, Naumburg und Teuchern und schloss mit Markgraf Konrad von Querfurt einen Vergleich wegen der Stiftsvogtei. So übereignete er dem Stift Zeitz Güter in Tröglitz sowie Oelsen und führte dem Hochstift ererbten Besitz zu.
Als Bischof nahm er an den Feierlichkeiten zur Erhebung der Gebeine Bischof Godehards von Hildesheim teil, ließ sich von Papst Innozenz II. die Verlegung des Bischofssitzes von Zeitz nach Naumburg bestätigen, stellte die Kirche in Altkirchen wieder her, nahm an der Bestattung Markgraf Konrads teil, gründete das Magdalenen Hospital und übergab es seiner 1132 gegründeten Zisterzienserabtei Pforta. Vor allem stand bei ihm die Ansiedlung im Pleißenland im Vordergrund, und er setzte sich für die Erweiterung der Güter des Bistums ein.
1140 wurden ihm auch in Thüringen Aufgaben als Regent übertragen. 1145 unternahm er gemeinsam mit dem Markgrafen Konrad von Meißen eine Pilgerfahrt nach Jerusalem, wo er im Mai 1145 eintraf. Im September 1145 war er wieder in seiner Heimat.
1147 nahm er zusammen mit Konrad III. am Zweiten Kreuzzug ins Heilige Land teil. Dabei teilten sich die Wege von Konrad III. und Udo. Udo reiste über Italien und ließ sich von Papst Eugen III. für das Bistum Naumburg alle Rechte bestätigen. Unter der Führung von Otto von Freising erlebte er im Dezember 1147 die Niederlage bei Laodikeia, die vernichtend endete. Als Überlebender gelangte er 1148 nach Akkon, wo er sich wieder dem Heer Konrads III. anschloss. Nach einem Besuch in Jerusalem und dem Scheitern der Belagerung von Damaskus trat er am 8. September 1148, ebenso wie der König und das restliche deutsche Kontingent des Kreuzfahrerheeres die Rückreise auf dem Seeweg an. Udos Schiff versank während der Überfahrt im Mittelmeer.